# Stanisław Bellert
Stanisław Bellert (ur. 14 maja 1924 w Budach Dzierążyńskich k. Tomaszowa Lubelskiego, zm. 27 marca 1976 w Warszawie) – polski inżynier elektryk, profesor Politechniki Warszawskiej, członek Polskiej Akademii Nauk.

## Życiorys
Urodził się w rodzinie Piotra (1888–1979), inżyniera technologa, i Józefy z Myślickich (1898–1939). Był młodszym bratem Jerzego Mikołaja (1921–2019). Przed wojną rozpoczął naukę w liceum ogólnokształcącym w Zamościu (1937–1939), którą dokończył w Liceum im. Stefana Czarneckiego w Chełmie i w 1945 zdał egzamin maturalny. Studia rozpoczęte w Szkole Inżynierskiej im. Hipolita Wawelberga i Stanisława Rotwanda w Warszawie kontynuował w latach 1946–1950 na Wydziale Elektrycznym Politechniki Warszawskiej, gdzie studiował m.in. u Janusza Groszkowskiego. W 1950 ukończył studia uzyskując stopień magistra inżyniera elektryka w zakresie teletransmisji przewodowej. Już pod koniec studiów (w 1948) został asystentem w Katedrze Miernictwa Elektrycznego, w 1950 przeszedł na asystenturę do Katedry Teletransmisji Przewodowej. W 1957 uzyskał stopień kandydata nauk technicznych na podstawie napisanej pod kierunkiem Witolda Nowickiego rozprawy Metoda operatorów liczbowych. Uzupełniał przez rok studia w Imperial College of Science and Technology w Londynie (1957–1958). W 1961 otrzymał stopień naukowy doktora habilitowanego na podstawie rozprawy Analiza i synteza układów elektrycznych. W 1962 został docentem w Katedrze Teletransmisji Przewodowej, a w 1967 profesorem nadzwyczajnym. W 1970 przeszedł do Zakładu Teorii Obwodów Instytutu Podstaw Elektroniki Politechniki Warszawskiej, obejmując w 1974 jego kierownictwo. W 1975 otrzymał tytuł profesora zwyczajnego, w 1973 został powołany na członka korespondenta PAN. Oprócz Politechniki prowadził również wykłady na Uniwersytecie Warszawskim (od 1966) i na politechnice w Zurychu (Eidgenossische Technische Hochschule, 1972).
Działał w Polskim Towarzystwie Elektrotechniki Teoretycznej i Stosowanej, był jego sekretarzem (1966–1971) i przewodniczącym Oddziału Warszawskiego (1962–1964). Został wyróżniony nagrodami Wydziału IV (Nauk Technicznych) PAN (1964), Stowarzyszenia Elektryków Polskich za najlepszą książkę z zakresu elektryki w dekadzie 1959–1968 (1968, za pracę Analiza i synteza układów elektrycznych metodą liczb strukturalnych, z Henrykiem Woźniackim), ministerstwa szkolnictwa wyższego II stopnia, ministerstwa nauki, szkolnictwa wyższego i techniki I stopnia. Otrzymał również Krzyż Kawalerski Orderu Odrodzenia Polski (1973).
Był żonaty z Ireną z Zieleniewskich (siostrą Marii Ginter), docentem lingwistyki formalnej Uniwersytetu Warszawskiego.
Zmarł w Warszawie, pochowany na cmentarzu Powązkowskim (kwatera 259-3-18). 

## Dorobek naukowy
Jego zainteresowania naukowe obejmowały elektrotechnikę teoretyczną, elektromagnetyzm, zastosowania matematyki, kosmologię, budowę maszyn cyfrowych, teorię obwodów elektrycznych. Uważany jest za twórcę nowej gałęzi matematyki stosowanej, algebry liczb strukturalnych. Opracował teorię tłumaczącą zjawisko przesunięcia widma fal elektromagnetycznych z innych galaktyk; prace kosmologiczne publikował na łamach „Astrophysics and Space Sciences”, utrzymywał kontakt z NASA. Łącznie ogłosił około 50 prac, m.in.:
- Wybrane zagadnienia analizy i syntezy układów liniowych (1961)
- Topological Analysis and Synthesis of Linear Systems (1964)
- Topological Considerations and Synthesis of Linear Networks by Means of the Method of Structural Numbers (1964)
- Zarys teorii syntezy liniowych układów elektrycznych (1964)
- Published Papers on Problems on the Borders of Theoretical Electrical Engineering and Mathematics (1965)
- Does the Speed of Light Decrease with Time (1976)
- Wprowadzenie w komputerowe projektowanie i analizę układów elektronicznych (1978, redaktor)
- Prace wybrane (1980)